# Copacabana (película de 2009)
Copacabana es una película de drama y comedia francesa de 2010 dirigida por Marc Fitoussi y protagonizada por Isabelle Huppert.

## Sinopsis
Babou nunca se preocupó por las convenciones o su éxito social. Regresó a Tourcoing para establecerse con su hija, sobrevivió con asistencia social y realizó trabajos ocasionales. Muy diferente, Esméralda aspira a una vida ordenada y sueña con formar una familia. Cuando le anuncia a su madre que no quiere invitarla a su boda, Babou, picada por el calor de su amor maternal, acepta un trabajo como vendedora de apartamentos de tiempo compartido en Ostende. A pesar de varios insultos, se aferra a este trabajo ingrato, decidida a demostrarle a su hija que es capaz de ser estable y ofrecerle un regalo de bodas digno de ese nombre.

## Reparto
- Isabelle Huppert como Babou.
- Aure Atika como Lydie.
- Lolita Chammah como Esméralda.
- Guillaume Gouix como Kurt.
- Noémie Lvovsky como Suzanne.
- Luis Rego como Patrice.
- Jurgen Delnaet como Bart.
- Chantal Banlier como Irène.
- Magali Woch como Sophie.
- Nelly Antignac como Amandine.
- Joachim Lombard como Justin.
- Cyril Couton como Martial.
- Valentijn Dhaenens como Fons.
- Veerle Dobbelaere como Petra.
- Lise Lamétrie como Geneviève.
- Rudy Blomme (no acreditado).